# Rhizosmilodon
Rhizosmilodon es un género extinto de felino diente de sable perteneciente a la subfamilia Machairodontinae descubierto en la Florida, en Estados Unidos, que vivió a principios del Plioceno (Zancliense). Sus restos fósiles, mandíbulas incompletas y algunos restos postcraneales, aparecieron en la Formación Bone Valley, en el Condado de Polk (Florida). Un análisis filogenético lo sitúa como el más basal de los esmilodontinos.